# 亞爾馬·哈馬舍爾德
克努特·亞爾馬·莱昂纳德·哈馬舍爾德（瑞典語：Knut Hjalmar Leonard Hammarskjöld，瑞典語發音：[ˈjǎlmar ˈhâmːarˌɧœld]；1862年2月4日—1953年10月12日）瑞典政治家、学者、内阁大臣、议员（1923年－1938年），1914年至1917年担任瑞典首相。在任首相期间，保持了瑞典的中立。
他与Agnes Almquist（1866年－1940年）在1890年结为夫妇，生有四个孩子：博（Bo）、奥克（Åke）、斯滕（Sten）和达格（Dag）。

## 生平
亞爾馬·哈馬舍爾德出生于卡尔马省维默比市镇蒂纳镇，父亲克努特是一名中尉和地主。亞爾馬是一个多才多艺的法律专家、著名的科学家和一个立法者。1891年，他成为瑞典乌普萨拉大学教授，制定了一部很大的影响的北欧民法，以此奠定了作为一个伟大的国际法专家的名声基础，同时通过在国际会议间的勤奋工作，1904年成为海牙常设仲裁法院的成员，任职至1946年
1901年到1902年亞爾馬·哈馬舍爾德担任弗雷德里克·冯·奥特政府的司法大臣，辞职后任约塔上诉法院院长。1905年任教育大臣，并作为代表参加就解散瑞典和挪威联盟的问题在卡尔斯塔德举行的会谈，1905年至1907年任瑞典驻哥本哈根大使。1907年回到乌普萨拉任乌普萨拉省长，直至1930年。
第一次世界大战前，他在国际外交界声誉卓著，1907年任瑞典出席海牙和平会议的首席代表，1913年主持法国-意大利仲裁法庭，处理意大利-土耳其战争（1911年－1912年）期间船只扣留问题。
1914年自由党政府辞职，他组建“庭院政府”（瑞典语：borggårdsregering），在政治上独立、保守，但忠于国王。首相期间贯彻实行了全面国防计划。他使瑞典未卷入第一次世界大战，但群众对食品不足的抗议迫使他在1917年辞职。
随后他担任海牙国际法学院院长、国际法学会会长（1924年－1938年），1924年－1947年任诺贝尔基金会主席。1918年被选为瑞典皇家科学院成员。1953年10月12日在斯德哥尔摩去世。他最小的儿子达格·哈马舍尔德在死后6个月后成为第二任联合国秘书长。

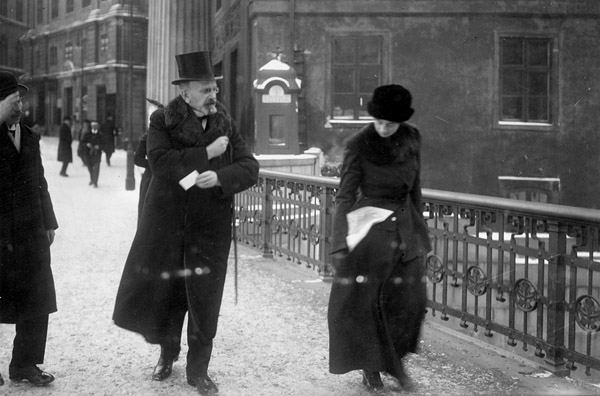
1917年亞爾馬·哈馬舍首相从斯德哥尔摩政府大楼走向议会。

## 文学作品
- T. Gihl, The history of Swedish foreign policy 4 (1951)
- D. Hammarskjöld, Hjalmar Hammarskjöld: entry speech in the Swedish Academy (1954)
- W. Carlgren, The minister Hammarskjöld (1967)
- S.A. Söderpalm, The big company owners and the democratic breakthrough (1969)